# The Cleansing
| Оценки критиков     | Оценки критиков |
| Источник            | Оценка          |
| ------------------- | --------------- |
| AllMusic            | [ 1 ]           |
| Blabbermouth        | [ 2 ]           |
| Chronicles of Chaos | [ 3 ]           |

The Cleansing — дебютный полноформатный студийный альбом Suicide Silence, выпущен 18 сентября 2007 года Century Media Records. За первую неделю после выхода было продано более 7 тыс. копий альбома, что сделало его самым успешным дебютным альбомом в истории Century Media Records и позволило занять 94-ю строчку чарта at Billboard Top 200. Было также распродано около 2 тыс. копий альбома на грампластинках.
Suicide Silence начала работу над The Cleansing в первой половине 2007 года вместе с продюсером Джоном Трэвисом. В июне был утверждён полный список песен, а песни «Bludgeoned to Death» и Unanswered были выложены в Интернет для дополнительной рекламы будущего альбома.

## Список композиций
| №                   | Название                                                          | Длительность |
| ------------------- | ----------------------------------------------------------------- | ------------ |
| 1.                  | «Revelations (Intro)»                                             | 0:33         |
| 2.                  | «Unanswered»                                                      | 2:15         |
| 3.                  | «Hands of a Killer»                                               | 4:14         |
| 4.                  | «The Price of Beauty»                                             | 2:46         |
| 5.                  | «The Fallen»                                                      | 4:07         |
| 6.                  | «No Pity for a Coward»                                            | 3:12         |
| 7.                  | «The Disease»                                                     | 4:22         |
| 8.                  | «Bludgeoned to Death» (titled "Bludgeoned" in its edited version) | 2:34         |
| 9.                  | «Girl of Glass»                                                   | 2:52         |
| 10.                 | «In a Photograph»                                                 | 4:32         |
| 11.                 | «Eyes Sewn Shut»                                                  | 2:58         |
| 12.                 | «Green Monster»                                                   | 5:49         |
| 13.                 | «Destruction of a Statue» (скрытый трек)                          | 3:44         |
| Общая длительность: | Общая длительность:                                               | 43:58        |

| №                   | Название            | Длительность |
| ------------------- | ------------------- | ------------ |
| 14.                 | «A Dead Current»    | 3:38         |
| Общая длительность: | Общая длительность: | 47:36        |

## Участники записи
| Suicide Silence - Митч Лакер — вокал - Крис Гарза — гитара - Марк Хейлман — гитара - Алекс Лопез — ударные - Майк Бодкинс — бас-гитара Приглашенные музыканты - Нэйт Джонсон (Fit for an Autopsy) — вокал на «Destruction of a Statue» | Производство - Джон Трэвис — продюсер - Ричард Робинсон — аудиоинженер - Тю Мэдсен — микширование и мастеринг в Antfarm Studio, Дания - Дэйв МакКин — оформление |